# Річард Армітедж (політик)
Річард Лі Армітедж (англ. Richard Lee Armitage; 26 квітня 1945, Бостон, Массачусетс — 13 квітня 2025) — американський дипломат і політик-республіканець. Заступник державного секретаря Сполучених Штатів з 26 березня 2001 по 22 лютого 2005 року.

## Життєпис
У 1967 році закінчив Військово-морську академію США і брав участь у війні у В'єтнамі, після якої працював у Міністерства оборони. З 1976 по 1978 Армітедж працював у приватному секторі. Між 1978 і 1980 він був помічником сенатора Боба Доула. Після цього він був консультантом Рональда Рейгана.
У 1981 по 1983 р. Армітедж був заступником помічника міністра оборони США, відповідав за Східну Азію і Тихий океан. Пізніше він став помічником держсекретаря з питань міжнародної безпеки, працюючи на цій посаді до 1989. Цього ж року він був призначений керівником Управління державного секретаря, однак номінація була знята. Крім того, Армітедж також був перемовником і посередником на Філіппінах, Близькому Сході і в Європі. З 1993 року він знову працював у приватному секторі.
У березні 2006 року призначений членом Ради директорів Міністерства енергетики США і ConocoPhillips.